# Gabriel Sayaogo

Wappen von Gabriel Sayaogo

Gabriel Sayaogo (* 9. Januar 1962 in Niességa, Burkina Faso) ist ein burkinischer Geistlicher und römisch-katholischer Erzbischof von Koupéla.

## Leben
Gabriel Sayaogo empfing am 13. Juli 1991 das Sakrament der Priesterweihe für das Bistum Ouahigouya.
Am 28. Dezember 2010 ernannte ihn Papst Benedikt XVI. zum Bischof von Manga. Der Apostolische Nuntius in Burkina Faso, Erzbischof Vito Rallo, spendete ihm am 30. April 2011 die Bischofsweihe; Mitkonsekratoren waren der Erzbischof von Ouagadougou, Philippe Ouédraogo, und der emeritierte Bischof von Manga, Wenceslas Compaoré.
Am 7. Dezember 2019 ernannte ihn Papst Franziskus zum Erzbischof von Koupéla. Die Amtseinführung fand am 18. Januar 2020 statt.